# シボレー・MW
MW（エムダブリュー）は、スズキが製造し、ゼネラルモーターズ（GM）のシボレーブランドで販売していた、トールワゴンタイプの小型乗用車である。

## 概要
スズキとGMの提携強化発表後、初のコラボレーションによって生み出された車であり、スズキ・ワゴンRプラス/ソリオにシボレーブランドの象徴である「ボウタイ」マークをあしらったエンブレム類を装着したOEM車である。
MW専用のボディカラーの設定、内装のベージュ色本革シートとトリムの木目化、オーディオの高級化などで、ワゴンRプラスとの差別化が図られた。

## 初代 ME63S/64S/34S型(2000年-2003年、2006年-2010年)
- 2000年9月 - 特別仕様車としてS-エディションを限定販売。ワゴンRプラスのXTグレード(1.0 Lターボ車)がベース。
- 2001年1月 - S-エディションを限定販売からカタログモデルへ。ベース車はワゴンRソリオとなり、ベース車同様に1.0 Lと1.3 Lを設定。
- 2002年4月 - 1.0 L車が廃止。1.3 Lのみに。
- 2003年1月 - 一部改良。内装の大幅改良、リヤコンビネーションランプのデザイン変更など。
- 2004年1月 - 一時生産停止[1]。
- 2006年1月17日 - 一部改良のうえ、発売を再開。スズキアリーナ店での販売を開始。
- 2007年1月 - スズキ店での販売を開始。
  - 6月5日 - 廉価グレードの「Vセレクション」を追加。グレード専用色として「ミステリアスバイオレッドパール」を追加。
  - 11月20日 -  標準グレードを一部改良。ヘッドランプエクステンション(縁取り)を黒色からシルバーに変更。15インチアルミホイールのデザインや、内装の木目をローズウッド調に変更。また標準グレード専用色として「スパークブラックパール」を追加、「ミステリアスバイオレッドパール」も標準グレードで選べるようになった。また2WD車に、このクラスでは異例の運転席シートヒーターを設定。
- 2008年8月5日 - 「Vセレクション」をベースにアルカンターラシート、ターンランプ内蔵・ドアロック連動電動格納式ドアミラー、車速感応型オートドアロックシステム（スズキでは初の標準装着）、オートライトシステムなどを装備した「Gセレクション」を追加。ボディーカラーはSX4セダンやパレットなどにも採用されている「ノクターンブルーパール」を加え、全4色から選べる。なお、これらの装備はいわゆる販売店装着オプションを標準装備化したものでありながらカタログモデルでもあり、取扱い説明書のほかに取り付け説明書も同梱されている場合があった。
- 2010年11月[3] - 生産終了。以後は在庫のみの販売となる[4]。
- 2010年12月 - 販売終了。スズキホームページ上から削除。

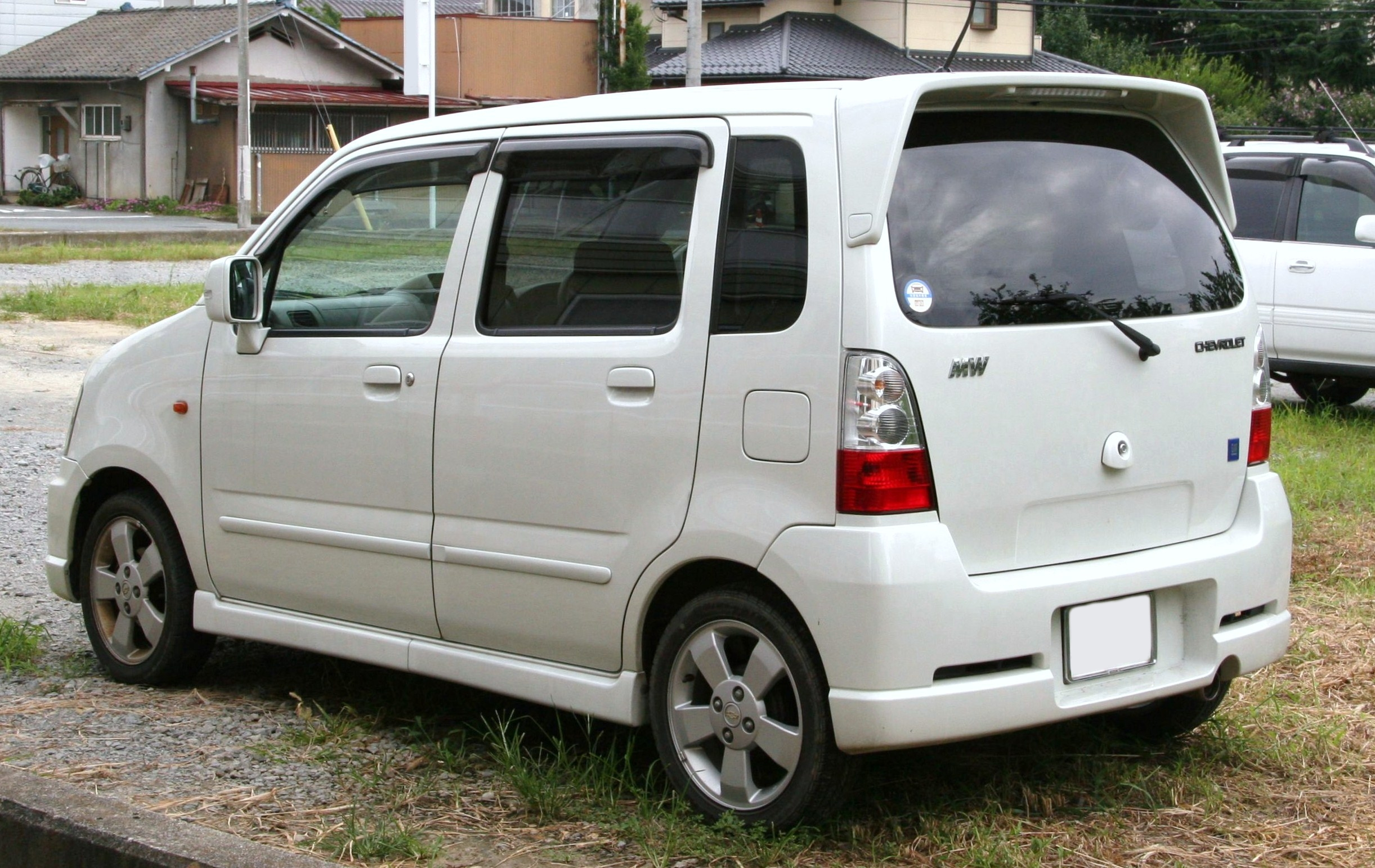
リア(後期型)
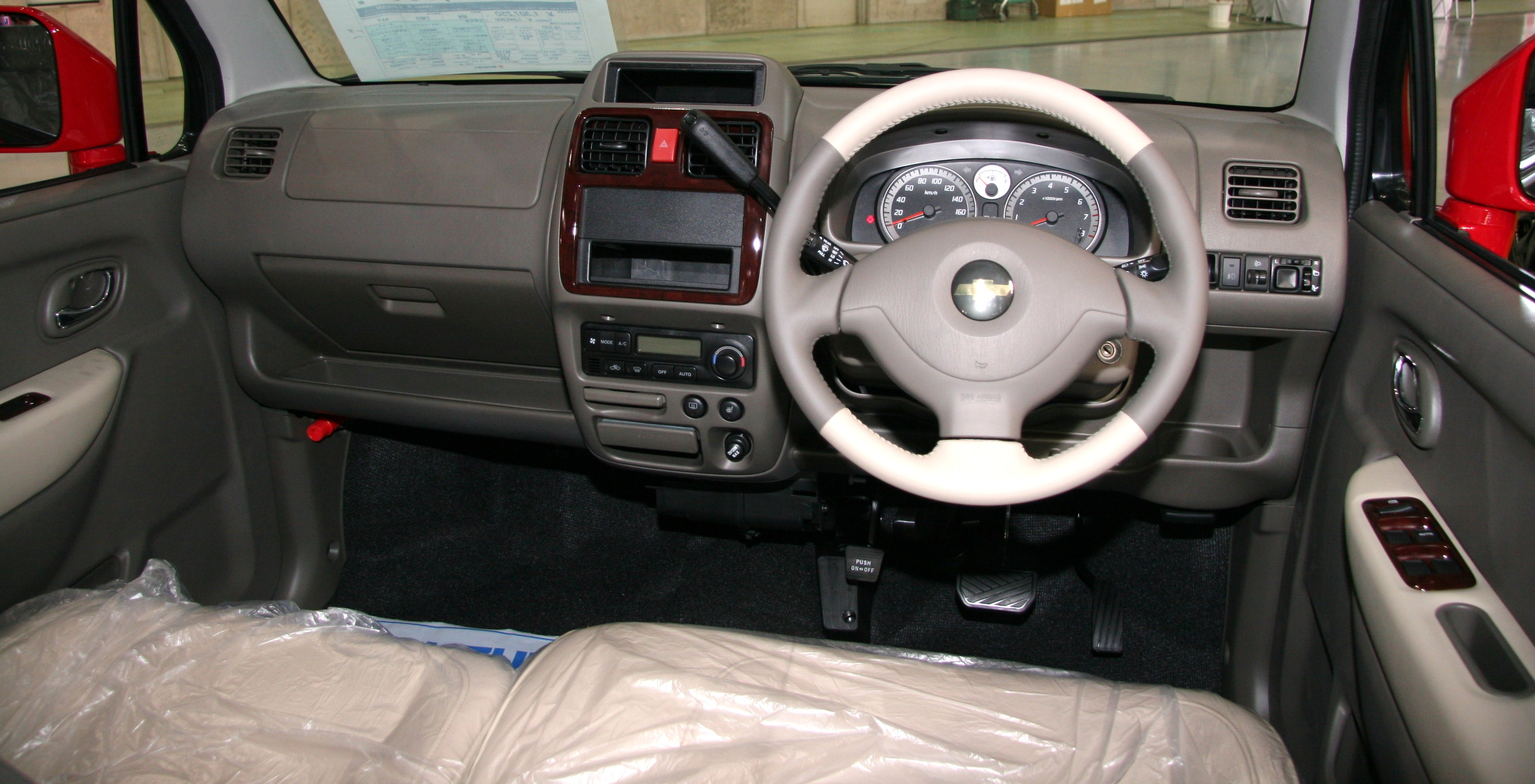
室内（後期型）

## 販売店
- GMシボレー店
- スズキ店（2007年-）
- スズキアリーナ店